# Tetragnatha taylori
Tetragnatha taylori là một loài nhện trong họ Tetragnathidae.
Loài này thuộc chi Tetragnatha. Tetragnatha taylori được Octavius Pickard-Cambridge miêu tả năm 1890.